# Нерчинское воеводство
Нерчинское воеводство — забайкальское воеводство Русского царства и Российской империи, с центром в Нерчинске, существовавшее в 1655—1775 гг. Административно входило в состав Тобольского разряда.

## История
Первым воеводой стал Афанасий Филиппович Пашков. В конце XVII века сюда начали переселяться и возделывать землю русские крестьяне. Нерчинское воеводство стало местом ссылки. Здесь отбывал наказание Аввакум. В 1659 году на восточных рубежах воеводства начались стычки с маньчжурами, которые закончились лишь с заключением Нерчинского договора и потерей Россией Приамурья. В 1708 году реорганизовано в уезд Сибирской губернии.
В 1775 г. с образованием Удинской провинции, которая включила Восточной и Западное Забайкалье целиком, Нерчинское воеводство преобразовано в комиссарство подчинённое Удинскому провинциальному воеводе.

## Хозяйство
Жители воеводства подразделялись на служилых, посадских (купцов), гулящих (свободных, бестяглых), пром. людей (кустарей, ремесленников) и бобылей-захребетников (не имеющих хозяйства, батраков). При воеводе Иване Власова началась разработка серебряный месторождений. В 1670 году Милованов устанавливает кратчайший путь в Пекин через Нерчинск. Город становится крупным торговым центром. Из Китая через Нерчинск везли ткани, ревень, чай, скот. Из Нерчинска в Китай отправляли в большом количестве пушнину соболя, затем серебро, свинец, соль.

## Символика
Геральдическим символом Нерчинского воеводства был летящий орел держащий лук тетивою вниз.